# Johann Andreas von Hamilton

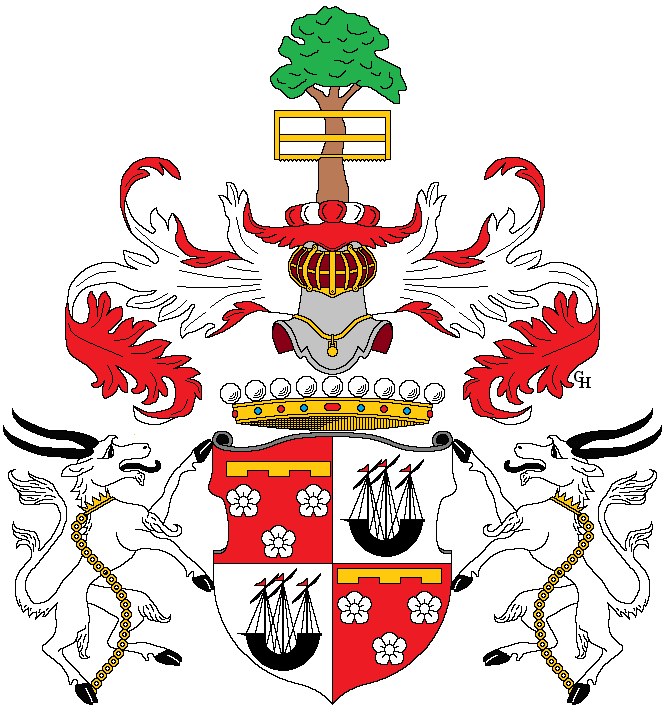
Wappen der Reichsgrafen von Hamilton, 1695

Graf Johann Andreas von Hamilton (* 1679 in Wien; † 9. Januar 1738 in Wien) war Kaiserlicher General der Kavallerie (1723–1738), Kommandierender General des Temescher Banats und Militärpräsident der Landesadministration in Temeswar (1734–1738).

## Leben und Wirken
Als sein Vater gilt in einem Teil der Literatur – nicht eindeutig nachzuweisen – Jakob von Hamilton (1642–1717), der einem alten schottischen Adelsgeschlecht entstammte. Er kam vor 1667 ins Heilige Römische Reich, trat um 1692/93 in den kaiserlichen Dienst ein und wurde 1695 in den Reichsgrafenstand erhoben. Zuletzt war Jakob von Hamilton Landvogt von Burgau.
Johann Andreas von Hamilton wurde 1703 Hauptmann des Savoyen-Dragonerregiments, 1706 kämpfte er als Oberst in der Schlacht bei Turin. 1707 zog er mit Starhemberg nach Spanien, wo er als Hauptmann im Spanischen Erbfolgekrieg kämpfte. 1710 wurde Hamilton Kommandant von Toledo und 1711 Generalfeldwachtmeister. Er kämpfte unter Eugen von Savoyen im Spanischen Erbfolgekrieg (1701–1714) und nahm im Venezianisch-Österreichischen Türkenkrieg an der Belagerung Belgrads (1717) teil. Von 1714 bis 1718 befehligte Hamilton als Regimentsinhaber das Spanisch-Habsburgische National-Dragonerregiment. Am 2. Mai 1717 wurde er zum Feldmarschallleutnant ernannt und war von 1718 bis 1738 Inhaber des Kürassierregiments Viard. Am 7. November 1723 erfolgte seine Ernennung zum General der Kavallerie. 1733/34 kämpfte Hamilton im Polnischen Thronfolgekrieg. In Abwesenheit des Grafen Joseph Lothar von Königsegg-Rothenfels verwaltete Hamilton 1735 stellvertretend das Amt des Kriegspräsidenten zu Wien und wurde bald darauf Kapitän der Trabanten-Leibgarde. Als Nachfolger von Claudius Florimund Mercy war Hamilton ab September 1734 Kommandierender General des Temescher Banats und Militärpräsident der Landesadministration von Temeswar. Er hatte dieses Amt bis zu seinem Tod inne.
Als Präsident der Landesadministration war seine Hauptaufgabe die Beschleunigung des von Graf Mercy begonnenen Festungsbaus in Temeswar und die Errichtung eines neuen Forts in Orschowa, das nach der kaiserlichen Gemahlin „Elisabethschanze“ benannt wurde. Hamilton ließ die Herkulesbäder bei Mehadia wiederherstellen, die seit der Römerzeit dem Verfall preisgegeben waren. Die römischen Inschriften, Statuen, Münzen und Skulpturen, die bei dieser Gelegenheit freigelegt wurden, waren anschließend im Vorsaal der kaiserlichen Bibliothek in Wien ausgestellt. Unter Hamiltons Verwaltung wurde 1736 der Grundstein des römisch-katholischen Doms in Temeswar gelegt. 1734 ordnete er den Bau eines „ordentlichen Spitals“ in Temeswar an. Als Vorsitzender der Nepomuk-Bruderschaft übergab Hamilton 1737 das neu errichtete Spital dem Orden der Barmherzigen Brüder. Das Barmherzigenspital war das erste Krankenhaus im Banat.
Nach Johann Andreas von Hamilton wurde die Hamiltongasse (bis 1894 Feldgasse) in Hütteldorf im 14. Wiener Bezirk Penzing benannt.